# Il giardino dell'artista a Giverny
Il giardino dell'artista a Giverny è un dipinto a olio su tela (81 x 92 cm) realizzato nel 1900 dal pittore francese Claude Monet. È conservato nel Musée d'Orsay di Parigi. È uno dei dipinti più famosi del pittore francese, che lo realizzò con il suo tipico stile impressionista, molto attento ai colori, a come interagiscono tra loro e mutano con la luce.